# Leopold Adametz
Leopold Adametz (ur. 11 listopada 1861 w Brünn (obecnie Brno), zm. 27 stycznia 1941 w Wiedniu) – austriacki zootechnik i genetyk, hodowca zwierząt, nauczyciel akademicki, profesor nauk rolniczych w Hochschule für Bodenkultur w Wiedniu, profesor hodowli na Studium Rolniczym w Uniwersytecie Jagiellońskim. 

## Życiorys
Syn właściciela fabryki z Brna. Wykształcenie podstawowe i średnie zdobył w Dreźnie i Wiedniu. W latach 1877–1884 studiował rolnictwo w Hochschule für Bodenkultur w Wiedniu, a następnie na Uniwersytecie w Lipsku, na którym w 1886 obronił doktorat. W 1888 uzyskał habilitację z zootechniki i zdrowia zwierząt domowych w Wiedniu, rozszerzając veniam legendi na mleczarstwo w 1890. W latach 1888–1889 odbył studia uzupełniające w Szwajcarii, a także w Instytucie Pasteura w Paryżu. W 1890 uzyskał tytuł profesora nadzwyczajnego w Wiedniu, a następnie w kolejnym roku tytuł profesora zwyczajnego. W latach 1886–1891 był zatrudniony w Hochschule für Bodenkultur w Wiedniu. W 1891 przeniósł się do Krakowa, gdzie został pierwszym kierownikiem Katedry Hodowli Zwierząt i Mleczarstwa, na nowo utworzonym Studium Rolniczym przy Wydziale Filozoficznym Uniwersytetu Jagiellońskiego. W 1895 został członkiem korespondentem Akademii Umiejętności, a od 1897 należał do Austriackiej Akademii Nauk. W 1898 objął Katedrę w Hochschule für Bodenkultur w Wiedniu po swoim zmarłym nauczycielu, prof. Martinie Wilkensie, gdzie został profesorem badań nad produktami zwierzęcymi i morfologii zwierząt domowych do 1932. W lach 1901–1902 był rektorem tej uczelni. Jednocześnie w latach 1920–1928 jeździł z Wiednia do Krakowa, by opiekować się katedrą, którą kiedyś kierował. W 1919 został członkiem korespondentem Polskiej Akademii Umiejętności, a od 1922 członkiem czynnym. W 1931 Uniwersytet Jagielloński nadał mu tytuł doktora honoris causa w dziedzinie rolnictwa.
Leopold Adametz był twórcą nowoczesnej teorii hodowli zwierząt, a także wiedeńskiej szkoły zootechnicznej. Należał do czołowych europejskich zootechników. Stworzył podstawy nauki o rasach zwierząt opartej na genetyce i współczesnych teoriach biologicznych. Miał bardzo szerokie zainteresowania naukowe. Interesowały go zagadnienia dotyczące mleczarstwa – serowarstwa oraz mikrobiologii. Prowadził również badania nad pochodzeniem ras zwierząt gospodarskich, genetyką oraz fizjologią zwierząt. Oprócz tego zajmował się badaniami nad bydłem polskim czerwonym. Doświadczenia prowadził przede wszystkim w swoim gospodarstwie w Velké Losiny koło Šumperka.
Wśród jego prac naukowych na wyróżnienie zasługują: „Studien über das polnische Rothvieh" z 1901, a także podręcznik z 1925 wydany w języku polskim i przetłumaczony m.in. na język czeski oraz niemiecki, zatytułowany „Hodowla ogólna zwierząt domowych”.
Zmarł w Wiedniu.

## Ordery i odznaczenia
- Krzyż Komandorski Orderu Odrodzenia Polski – 2 maja 1923 „w uznaniu zasług, położonych dla Rzeczypospolitej Polskiej na polu pracy hodowlanej”[12][13]
- Kawaler Orderu Zasługi Rolniczej (Francja)[2]
- Krzyż Komandorski Orderu Daniły I (Czarnogóra)[2]
- Krzyż Komandorski Orderu Franciszka Józefa (Austro-Węgry)[2]